# Jayden Jaymes

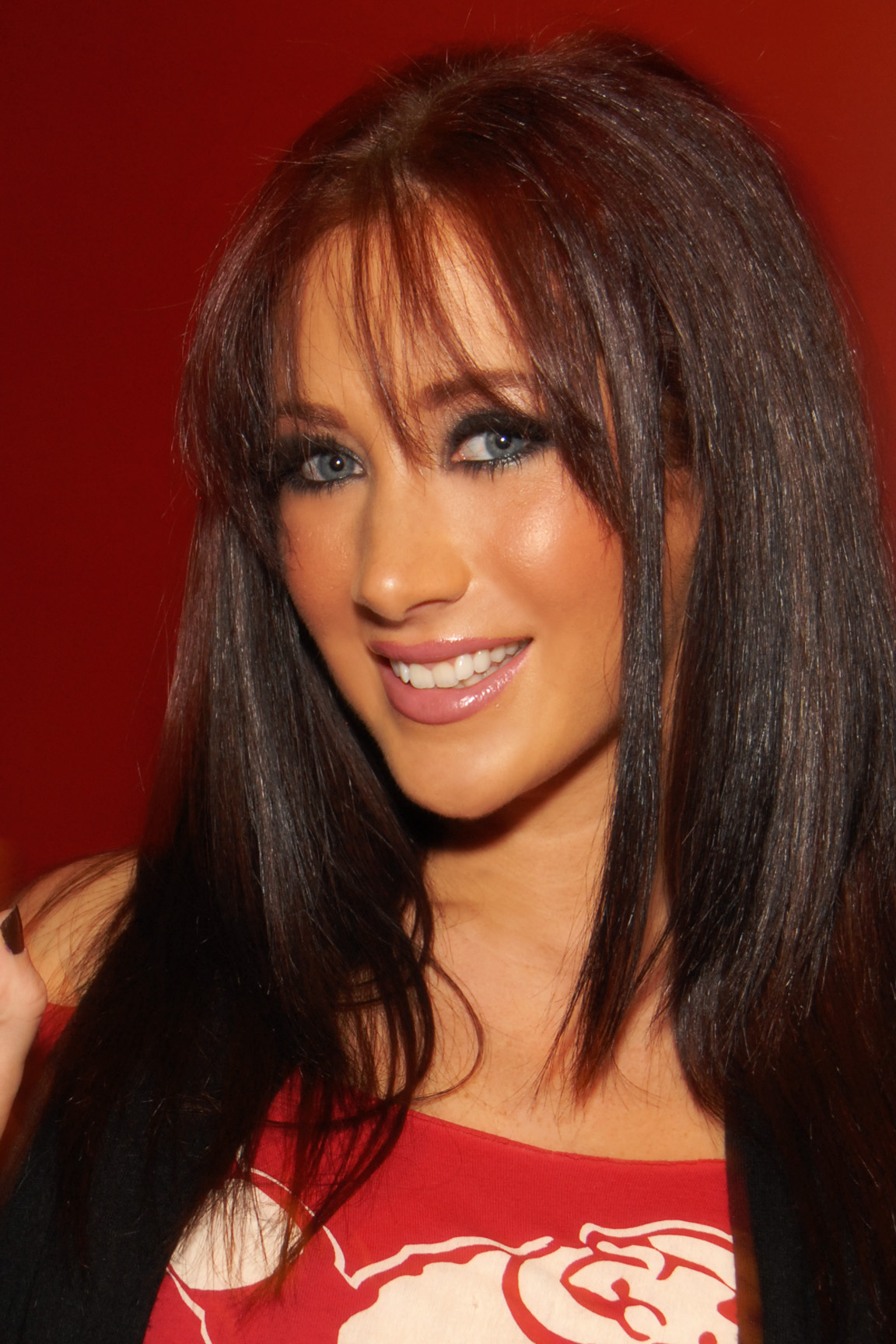
Jayden Jaymes (2009)

Jayden Jaymes, häufiger Jayden James, (* 13. Februar 1986 als Michele Lee Mayo in Upland, Kalifornien) ist eine US-amerikanische Pornodarstellerin und Model. Des Weiteren hatte sie einige Auftritte in Mainstream-Filmen.

## Leben & Karriere
Vor Beginn ihrer Karriere arbeitete Jaymes als Versicherungsvertreterin und als Tänzerin in einem Striplokal. Im Jahr 2006 gab sie ihr Debüt in der Pornobranche. Insbesondere auf den Internetseiten Brazzers, Bangbros, Twistys, Realitykings und Hustler ist sie häufig vertreten. Sie war dreimal bei den AVN Awards nominiert und gewann 2014 den Fan Award für Best Body.
Sie hatte auch kleine Rollen in Mainstreamfilmen, wie beispielsweise in Bucky Larson: Born to be a Star und in The Frankenstein Brothers und Diary of Death. Daneben war sie in der MTV-Serie True Life vertreten, die über Personen der Pornobranche berichtet. Sie ist unter anderem als Tänzerin aktiv und ist in Musikvideos, zum Beispiel in 'We Still In This Bitch' von B.o.B zu sehen.
Im Jahr 2020 bekam sie einen Sohn. Seitdem ist sie vorwiegend auf Onlyfans aktiv. 2013 zog sie von Los Angeles nach New York City und ist dort als private Unternehmerin im Modebereich tätig.

## Filmografie (Auswahl)
Laut der Internet Adult Film Database hat Jayden Jaymes bisher in 830 Filmen seit 2006 (einschließlich nicht-sexueller Rollen). (Stand: April 2024) Zudem hat sie hunderte Szenen für ihre eigene Seite gedreht.
- 2007: Jayden Jaymes Makes Them Bounce
- 2007: Jayden Squeezes Them For Me
- 2007: Meet the Twins 7
- 2008: American Princess Slut
- 2008: Bang Bus 22
- 2008: Big Payback
- 2008: Jayden's Pie
- 2008: Jayden's Sexy Foot Job
- 2008: Monster Curves 2
- 2008: Big Tits at School
- 2008: Big Wet Tits 6
- 2008: Down To You
- 2008: Reverse Tug And Pussy Play
- 2008: Shameless Amateurs 1
- 2009: Big Tit Cream Pie 4
- 2009: Big Tits at Work 8
- 2009: Boob Bangers 6
- 2009: Butt Dialed
- 2009: Consumer Affairs 2
- 2009: Cum With Me 2
- 2009: Double D's and Derrieres 4
- 2009: Floating Lounge Chair Striptease
- 2009: Interogating Pussy
- 2009: Girlvana 5
- 2009: Jack’s POV 15
- 2009: Massive Asses 4
- 2009: Perfect Breed
- 2009: Star Trix: Deep Penetration
- 2010: Another Afternoon In The Backyard
- 2010: Jayden Jaymes Unleashed
- 2010: Big Wet Asses 17
- 2010: Every Last Drop 14
- 2010: 2040
- 2010: Fishnets 10
- 2010: POV Jugg Fuckers 3
- 2010: Performers Of The Year 2011
- 2010: Pussy Eating Club 3
- 2010: Sheer Turquoise Thong HD
- 2011: Ass Crazy: Jayden Jaymes
- 2011: Ass Masterpiece 13079
- 2011: Bad Girls 7
- 2011: Car Wash Girls 2
- 2011: Full Anal Tune-UP
- 2011: Jaymes Fantasy
- 2011: Gangbanged 2
- 2011: The Bombshells 3
- 2011: Kelly Divine Is Buttwoman
- 2011: Lots Of Butt
- 2012: Anal Bombshells
- 2012: Ass Masterpiece 9
- 2012: Ass Parade 34, 35, 36
- 2012: Big Wet Butts 6
- 2012: Cock Hits The Spot 3
- 2012: Footsie Jayden
- 2012: Jayden Jaymes Creampie
- 2012: Jayden Jaymes Is Full Of Cum
- 2012: Jayden Sucks And Swallows
- 2012: Jayden's Ass Pounding
- 2012: Fantastic Fan
- 2012: Performers Of The Year 2012
- 2012: Bad Girls 7 - Scene 2
- 2012: Bra Busters 3
- 2012: Baby Got Boobs 10
- 2012: Big Tit Cream Pie 17, 18
- 2012: Fuck My Tits 7
- 2012: Perfect Fucking Strangers: Jayden Jaymes
- 2012: Who Looks Hotter
- 2013: 2 Chicks Same Time 16613
- 2013: Big Anal Asses 1
- 2013: Jayden Jaymes Anal Big Booty Penetration
- 2013: Jayden Jaymes' Fantasy
- 2013: Jayden Jaymes Live
- 2013: Jayden Jaymes Solo
- 2013: Triple Mania
- 2013: Going Solo
- 2013: Oil Overload 9
- 2013: Pussy Workout 4
- 2013: Mandingo Massacre 7
- 2013: Big Anal Asses 1
- 2014: All by Myself
- 2014: Another Hard Cock At The Office
- 2014: Big Anal Asses with Jayden James
- 2014: Fine I'll Do It Myself
- 2014: Jayden Jaymes Creampie Pussy Gets Filled with Jizz
- 2014: Jayden Jaymes Solo
- 2014: Jayden Jaymes Sybian
- 2014: Please Eat My Pussy
- 2014: MILF Revolutions
- 2014: Tonight’s Girlfriend 25
- 2014: Lesbian Girl Band
- 2014: Hot Box Lovers
- 2014: Mother Suckers 2
- 2014: Prey For The Dying
- 2014: Interracial Fantasy
- 2014: Oil Overdose
- 2015: Babes Seeking Babes
- 2015: Creampied Cheerleaders 5
- 2015: #KeepItMILFy With Jayden James
- 2015: House of Pussy
- 2015: Big Tits in Uniform 15
- 2015: Fuck Party
- 2015: Lesbian Psychodramas 18
- 2015: Black Invasion
- 2015: #KeepItMILFy With Jayden James
- 2015: Avengers XXX 2
- 2015: Bliss
- 2016: Beautiful Assets
- 2016: Chicas de Porno 4
- 2016: Femme Fatales
- 2016: Girls Love Boobs 2
- 2016: Teen Fidelity's Bad Neighbor 1
- 2017: Lesbian Anal Adventure
- 2017: Pleasuring Her Pussy
- 2018: Brunette Perfection 3
- 2018: Cumming On My Girlfriend's Face
- 2018: Fill Me with Cum
- 2018: Max Orgasms 2
- 2019: But I'm Not A Lesbian
- 2019: Cummy Bears
- 2019: Horny & All Alone 4
- 2020: Best Of Brazzers: Hottest Bosses
- 2020: Big Anal Asses Compilation
- 2020: Big Boob Blowjobs
- 2020: Big Tits Jayden James Fucks A Huge Cock
- 2020: Big Titty Deepthroat Session
- 2020: Jayden Jaymes Seduces Our Camera Guy
- 2020: Perfect Fucking Strangers
- 2020: Total Internal Cumbustion
- 2021: Jayden Jaymes Tits Deserve a Fucking
- 2023: Busty Bikini Babes Make Each Other Cum

## Auszeichnungen und Nominierungen

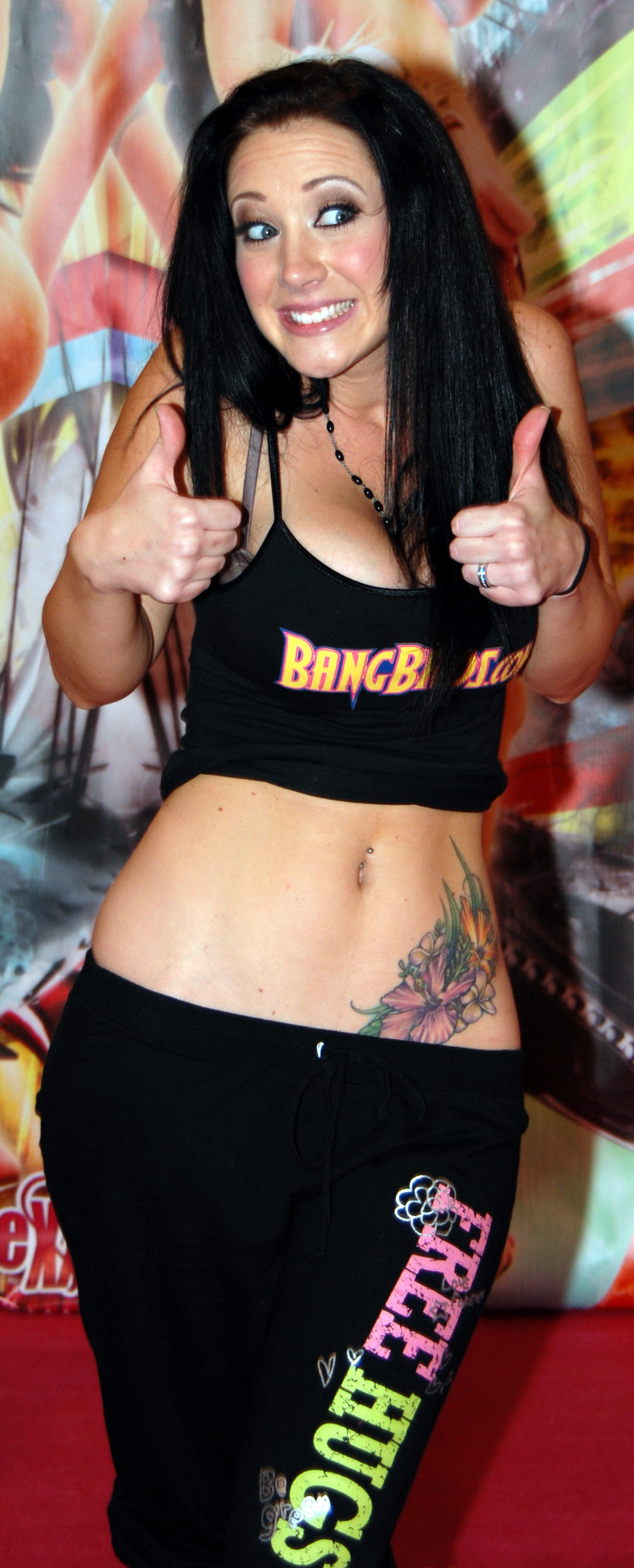
Jayden Jaymes (2010)

- 2009: AVN Award – Nominierung in der Kategorie Best New Starlet
- 2009: The Hottest Girl in Porn (Online-Wahl, geteilt mit Shawna Lenee)[3]
- 2009: NightMoves Award – Preis in der Kategorie Best New Starlet – Fan Choice
- 2010: AVN Award – Nominierung in der Kategorie Best New Web Starlet – www.JaydenJaymesXXX.com
- 2010: AVN Award – Preis in der Kategorie Best Group Sex Scene – 2040[4]
- 2010: AVN Award – Nominierung in der Kategorie Best Tease Performance – Curvy Girls 4
- 2010: AVN Award – Nominierung in der Kategorie Best All Girl Three-Way Sex Scene – Sweet Cheeks 11
- 2012: AVN Award – Nominierung in der Kategorie Best All-Girl Group Scene - Prison Girls
- 2012: AVN Award – Nominierung in der Kategorie Best Group Sex Scene, Gangbanged 2
- 2012: AVN Award – Nominierung in der Kategorie Best Oral Sex Scene, Massive Facials 3
- 2012: AVN Award – Nominierung in der Kategorie Best Three-Way Sex Scene: G/G/B, Party Girls
- 2013: Sex Award – Nominierung in der Kategorie Porn Star of the Year
- 2013: Sex Award – Nominierung in der Kategorie Porn's Best Body
- 2013: Sex Award – Nominierung in der Kategorie Sexiest Adult Star
- 2013: XBiz Award – Nominierung in der Kategorie Vignette Release - Day With A Pornstar 1
- 2014: AVN Award – Preis in der Kategorie Fan Award: Best Body
- 2014: AVN Award – Nominierung in der Kategorie Unsung Starlet of the Year
- 2014: XBiz Award – Nominierung in der Kategorie Best Scene - All-Girl - Backdoor to London
- 2015: AVN Award – Preis in der Kategorie Fan Award: Best Boobs[5]
- 2015: AVN Award – Preis in der Kategorie Fan Award: Hottest Ass
- 2015: XBiz Award – Nominierung in der Kategorie Best Scene - All-Girl - Ladies Night